# Heiligen-Geist-Kapelle Bruck an der Mur

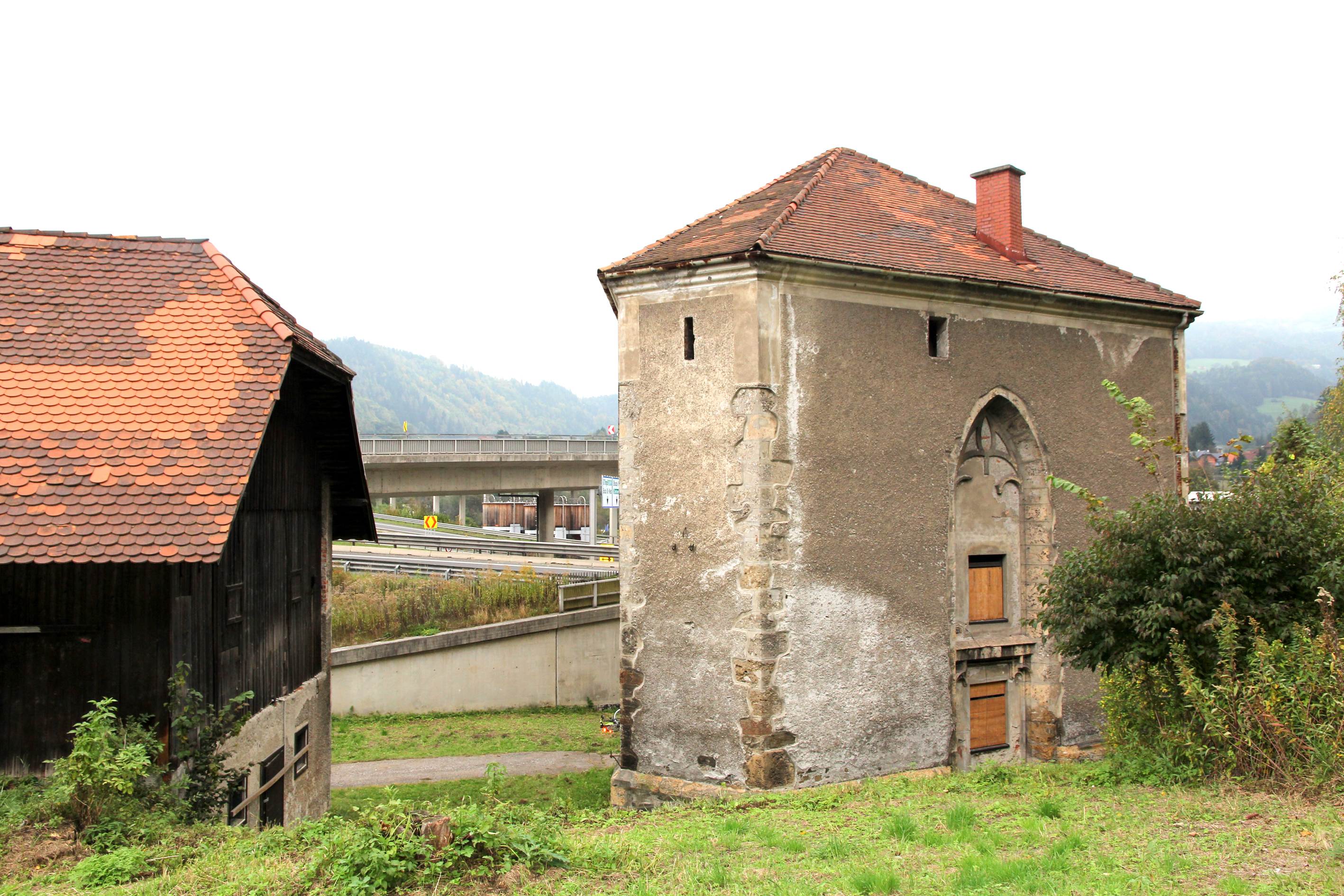
Ansicht von Südwesten (Zustand 2012)

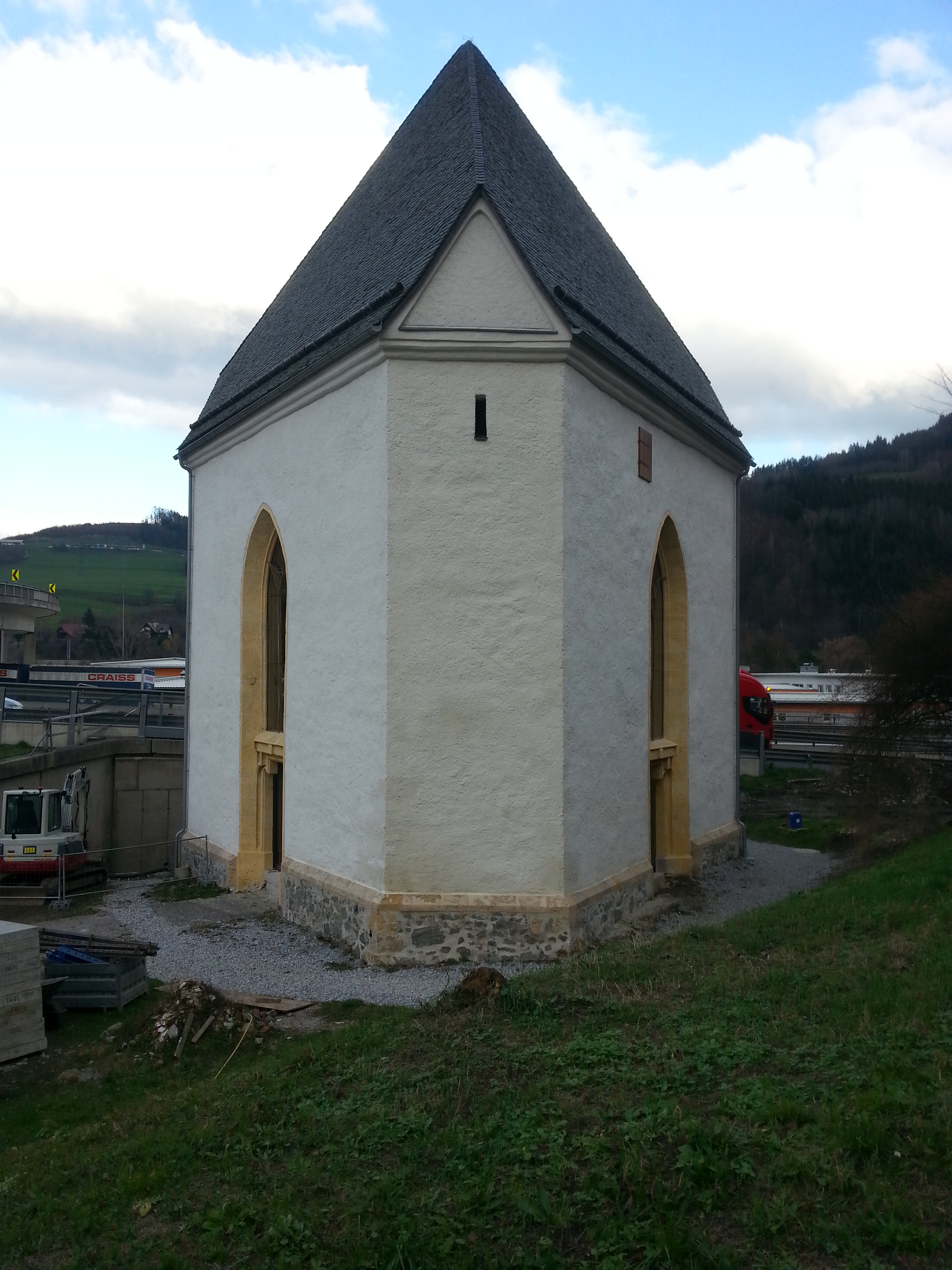
Zustand 2018

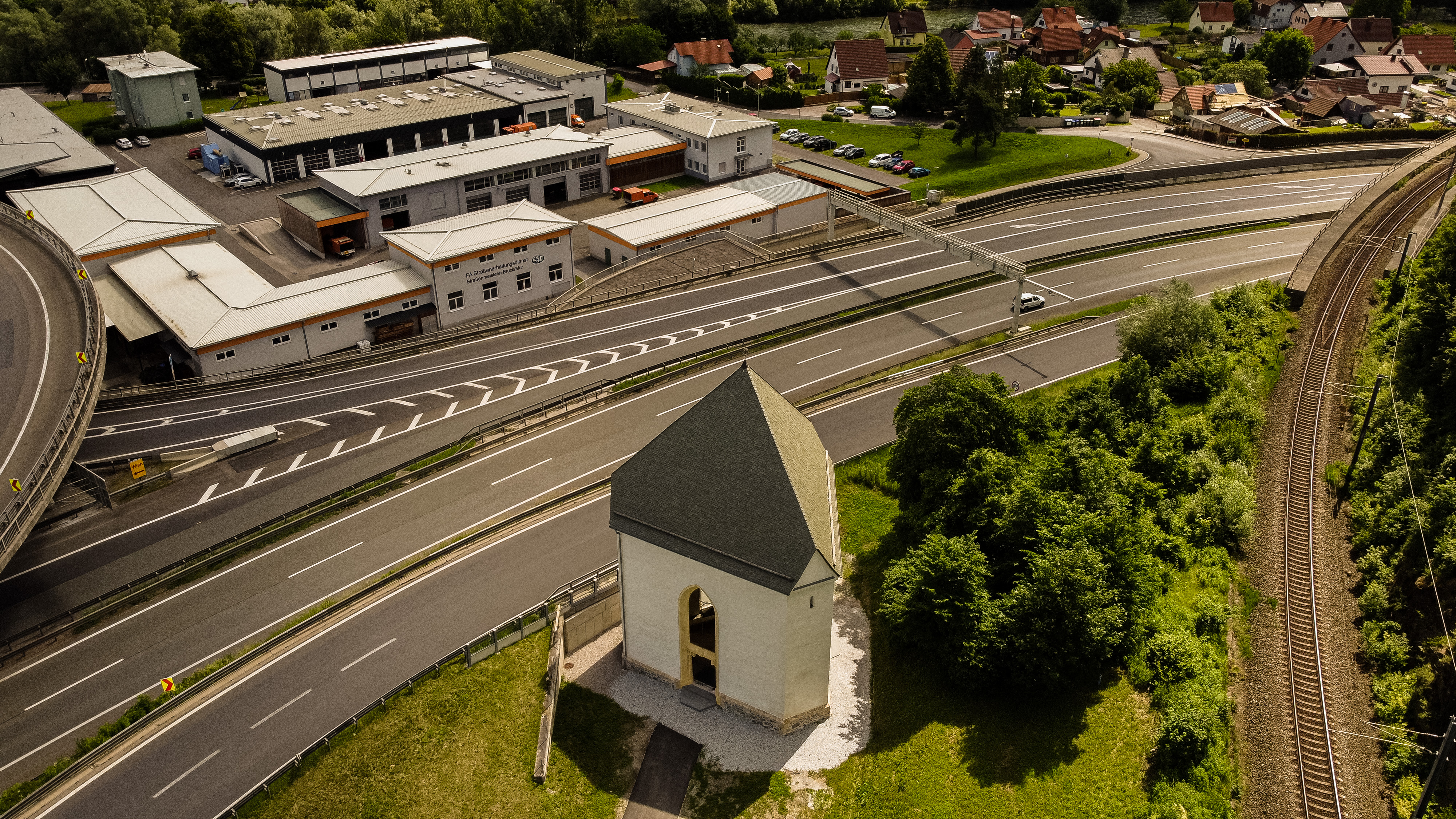
Luftaufnahme des Areals

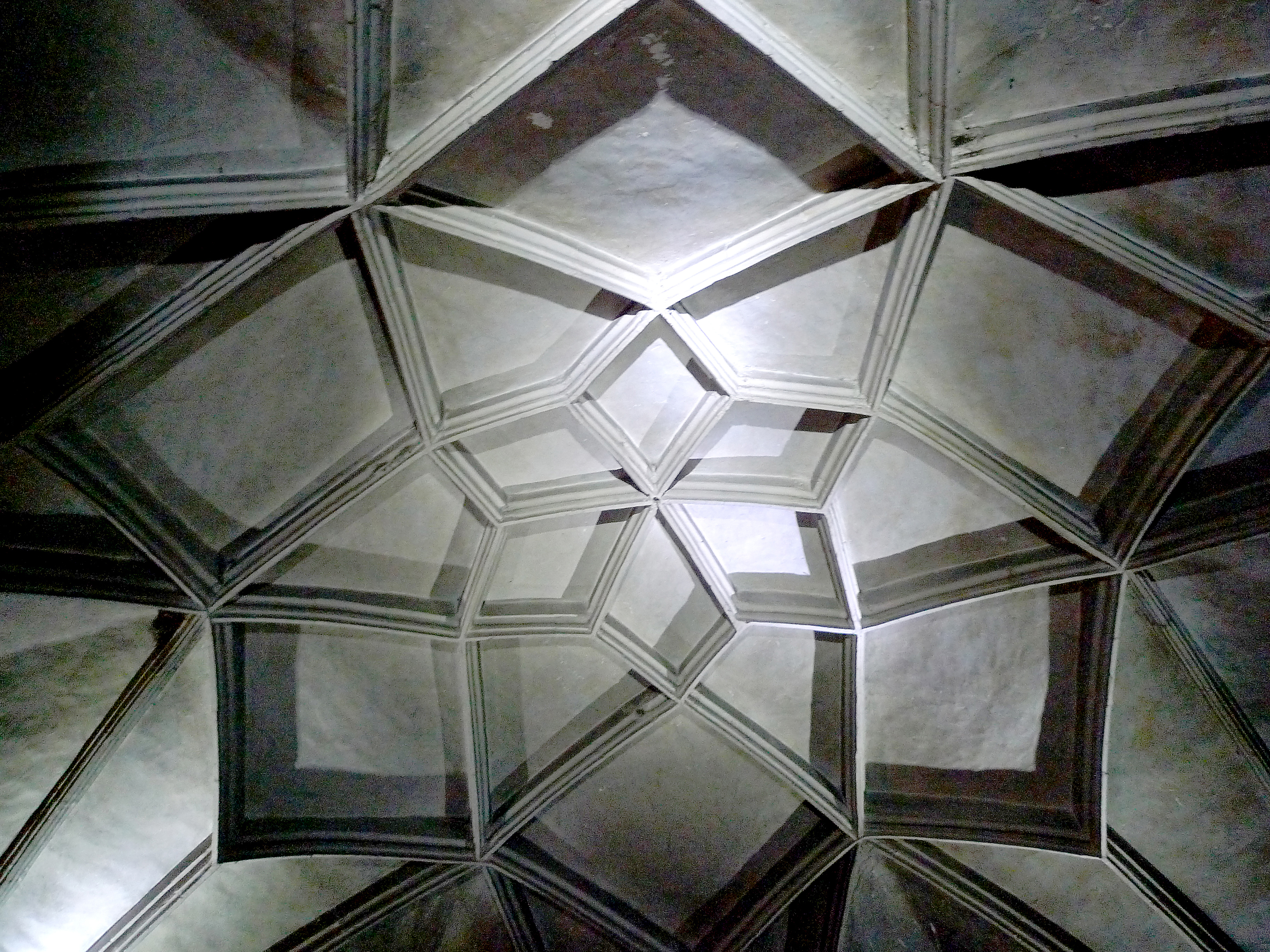
Sternrippengewölbe

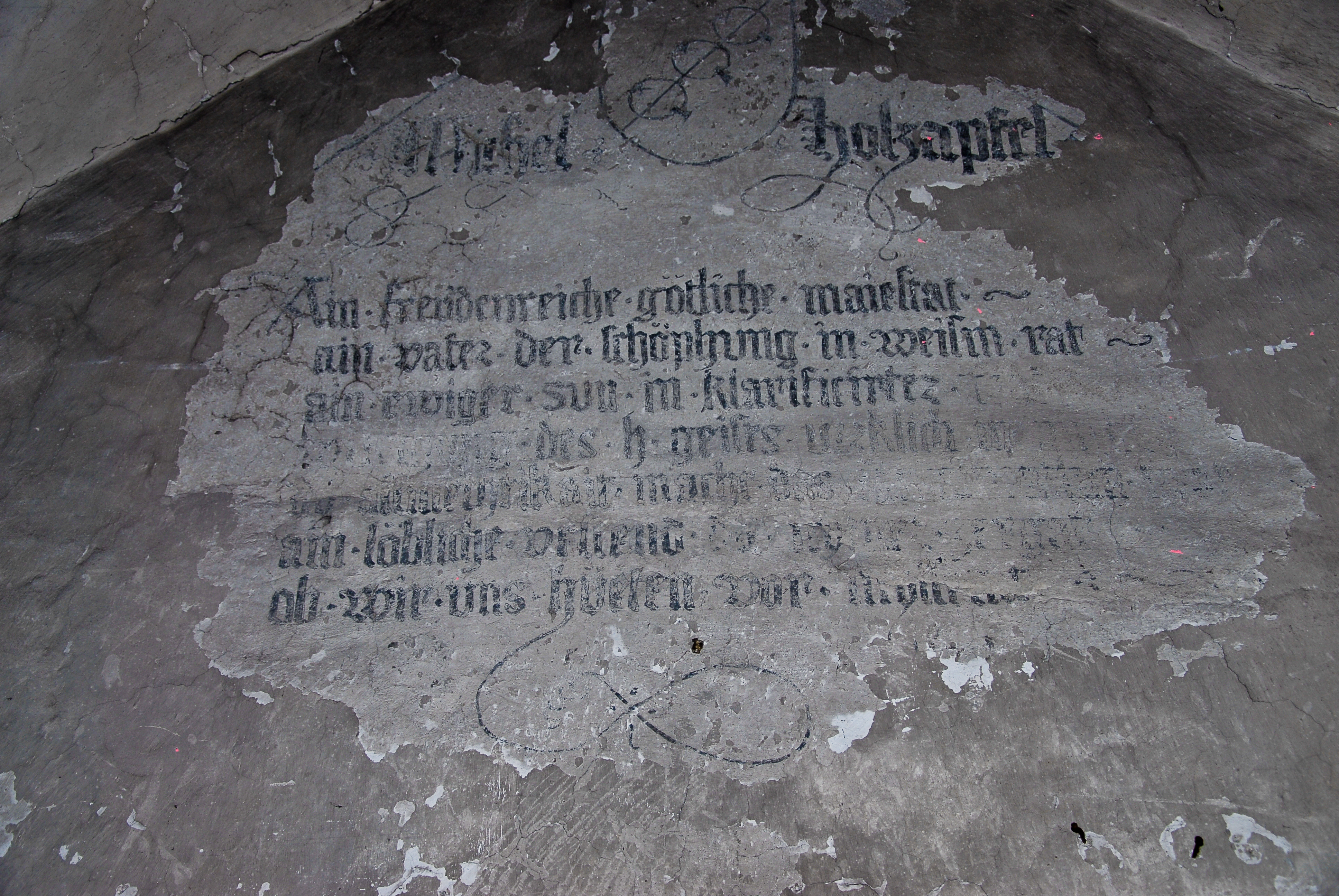
Stifter-Inschrift „Holzapfel“ unter dem Gewölbe

Die Heiligen-Geist-Kapelle Bruck an der Mur, ursprünglich Dreifaltigkeitskirche, steht in Österreich, Stadt Bruck an der Mur, Bundesland Steiermark.
Ihre ungewöhnliche Dreiecksform und das sechszackige Sterngewölbe machen sie zu einem einmaligen Baudenkmal der österreichischen Gotik, das auch von überregionaler Bedeutung ist.

## Geschichte
Die heute denkmalgeschützte Kapelle wurde an Stelle einer 1422 errichteten Kapelle des Pestspitals (Siechenhaus) am Südrand der Stadt errichtet. Sie wurde als Dank- und Mahnmal für überstandene Pest-, Hunger- und Kriegsplagen erbaut. 1480 wurde sie bei einem Einfall der Türken schwer beschädigt. Zwischen 1495 und 1497 finanzierten sechs angesehene und wohlhabende Bürger der Stadt ihre Wiederherstellung als Kirche. Ihre Bauherren, darunter die Familien Kornmesser, Pögl und Holzapfel, waren Mitglieder einer im späten 15. Jahrhundert entstandenen Kaufmannselite, die der alten Handelsstadt Bruck eine neuerliche Hochblüte beschert hatte.
Bis 1783 wurden hier noch Gottesdienste abgehalten, danach stand das Gebäude leer und verfiel. Am 9. August 1794 wurde beim Bistum Leoben seine Entweihung (Exsekrierung) beantragt, die im Auftrag des Bischofs am 7. Oktober gleichen Jahres vom Stadtpfarrer vorgenommen wurde. Später wurde die profanierte Kirche an den Brucker Postmeister Ignaz Weigel versteigert und von ihm zunächst als Pferdestall und Heustadel verwendet.
1817 wurde Franz Oberländer gestattet, das Gebäude in ein Wirtshaus mit Gästezimmern umzubauen. 1921 kam es zu weiteren Umbauarbeiten, denen u. a. die Maßwerkfenster zum Opfer fielen. Ab 1955 im Eigentum der Stadtgemeinde wurde es nun als Wohnhaus für Bedienstete der Stadt genutzt. Im Zuge dessen wurde der Innenraum durch Zwischendecken und Wände unterteilt. Bei der Errichtung des Autobahnknotens sollte auch die Kirche abgebrochen werden, dazu kam es aber nicht. Wegen der für Wohnzwecke unzumutbaren Situation inmitten eines Kreuzungspunkts mehrerer Schnellstraßen stand das Gebäude ab 1999 leer.
2011 entstand eine Initiative durch Philipp Harnoncourt, der gemeinsam mit seinen fünf Geschwistern einen Aufruf zur Erhaltung und Wiederherstellung der Heiligen-Geist-Kapelle an die Stadt Bruck gerichtet hat. Das Gebäude wurde als einzigartiges Denkmal einer neuen Nutzung zugeführt. Unter anderem soll es als Mahnmal für die Verpflichtung zum Schutz der Umwelt dienen.

## Architektur
Das Sakralgebäude ist eine Besonderheit der spätgotischen Architektur in Österreich. Seine ungewöhnliche Form deutet auf die ursprüngliche Widmung als Dreifaltigkeitskirche hin. Ihr Grundriss liegt in einem geplanten gleichseitiges Dreieck mit einer Seitenlänge von 20 Klaftern mit 60 Fuß (1 Klafter = 1,88 m) mit abgeschrägten Ecken, die im Inneren durch Arkaden in drei trapezförmige Altarnischen gegliedert ist. Der sechseckige Zentralraum drittelt sich auf Seitenlängen von 20 Fuß, er wurde an der Oberseite durch ein Sternrippengewölbe abgeschlossen. Die Kirche hat drei gleichrangige Portale mit darüber angeordneten Fenstern. An der Südwestseite ist das ursprüngliche Schulterbogenportal unter dem dreiteiligen Maßwerkfenster noch zu erkennen. Die übliche Aufteilung der Kirche in Langhaus und Chor wurde bewahrt, der Zentralraum bildet das Langhaus, die trapezförmigen Altarnischen haben chorartige Triumphpforten. Eine Altarnische zeigt fast exakt nach Norden, wodurch die anderen Altarnischen nach Südosten und Südwesten zeigen. Zur Ostung der Kirche nach der aufgehenden Sonne nach dem tatsächlichen Horizont wurde zum Bewaldung laut Gespräch von Marianne Kohler-Schneider (Boku Wien) mit Erwin Reidinger im Bezug auf den Erzberg von einem abgeholzten Horizont ausgegangen, während die heutige Bewaldung mit Fichten aus dem 19. und 20. Jahrhundert stammt. Der Sonnenaufgang zum Aschermittwoch 1494 (12. Februar) schneidet die SO-Achse. Die Orientierung der Kirche an einem Aschermittwoch legt eine zweite Orientierung des SO-Chores nahe, also eine Absteckung vier Tage später, passend als 1. Fastensonntag (16. Februar 1494) die übliche Steigerung. Da die Altäre nicht mehr vorhanden sind, bzw. kein Ostfenster nachgewiesen ist, bzw. die Chornische sehr kurz ist und daher eine Messung schwierig und unscharf ist, bleibt der 1. Fastensonntag als Himmelszeiger unbelegt aber wahrscheinlich.
Die bauhistorische Untersuchung brachte 2013 bis dahin unbekannte Dekorationselemente zutage. An der Wand ist u. a. noch die verstümmelte Stiftungsinschrift von 1497 erkennbar, die vier Brucker Bürger und deren Wappen nennt: Pankraz Kornmess, Michael Holzapfel, Leonhard Schierling und Albrecht Dyem.

## Wiederherstellung
Die Sanierung der Kapelle zielte drauf ab, den ursprünglichen Charakter des Gebäudes sowohl im Außen- als auch im Innenbereich wiederherzustellen. Auf Basis der Bauforschung wurde in Zusammenarbeit mit dem Österreichischen Bundesdenkmalamt ein Sanierungskonzept erarbeitet. Die Arbeiten wurden demnach in mehreren Teilschritten ausgeführt und waren bis Ende des Jahres 2017 weitgehend abgeschlossen. Die nicht mehr vorhandenen Elemente wurden durch zeitgenössische Künstler neu gestaltet.
Begonnen wurde mit der Entkernung des Gebäudes. Sämtliche nach 1794 vorgenommenen Einbauten wurden dabei entfernt. Größere Wandmalereien aus der Entstehungszeit der Kirche wurden dabei aber nicht gefunden, nur im Gewölbebereich einige Wappen und Reste von Inschriften. Vom Originalboden (Holz, Stein oder Ziegel?) sind keinerlei Reste mehr gefunden worden. Das Dach wurde wieder in die ursprüngliche Form gebracht und mit Steinschindeln gedeckt. Weiters wurden die ausgebrochenen Zimmerfenster zugemauert sowie die originalen Portale und Fenster wieder geöffnet. Durch Anbringen der neuen Glasfenster und -Türen und das Auftragen einer weißen Putzschicht wurde versucht, weitestgehend die ursprüngliche Fassadengliederung wiederherzustellen. Ein Architektur- und Kunstwettbewerb bestimmte die Neugestaltung der nicht mehr vorhandenen Elemente: Fußboden, Portale, Fenster, Beleuchtung, Umraum und Nebengebäude.
Projektschritte:
- 2012: Vereinsgründung Förderung zur Wiederherstellung der Heiligen-Geist-Kapelle
- 2013: Entkernung des Innenraumes
- 2014: Architekturwettbewerb
- 2014: Wiederherstellung der ursprünglichen Dachform mit Steindeckung
- 2015: Sanierung Fassade und Abbruch Stallgebäude
- 2016: Sanierung im Innenraum
- 2017: Freilegung der Fresken und Sanierung der historischen Putzoberflächen im Innenraum
- 2018: Sanierung der Fenster und Türportal
- 2020: Fertigstellung des Projektes

„Einen solchen Bau gibt es nirgends in Europa, vielleicht sogar in der ganzen Welt nicht. ... Im Mittelalter galten Pest, Hunger und Krieg als tödliche Trinität des Bösen, die nur durch die Anrufung der Trinität Gottes zu überwinden waren. In Notzeiten wurden Gelöbnisse abgelegt. Die Bürger von Bruck haben diese Kapelle nach dem Ende solcher Plagen als Dank- und Mahnmal für die Bevölkerung gebaut. Heute sind die tödlichen Plagen für die ganze Erde die mutwillige Zerstörung von Boden, Wasser und Luft – Gaben, die der Schöpfer den Menschen zur Bewahrung anvertraut hat. Dieser Bau soll künftig ein starkes Mahnmal sein, das an die Verpflichtung zum Schutz der Umwelt erinnert.“

Am 7. Juni 2020, dem sogenannten Dreifaltigkeitssonntag, wurde, wie Philipp Harnoncourt es sich gewünscht hatte, die Fertigstellung der Restaurierung der Heiligen-Geist-Kapelle in Bruck an der Mur mit einem Festakt begangen – nur wenige Tage nach seinem Tod und einen Tag nach seinem Begräbnis in Grundlsee. Die Feier wurde über Livestream auf der Website der Stadt Bruck an der Mur übertragen.